# Грищенко Андрій Миколайович
Андрі́й Микола́йович Гри́щенко (нар. 5 жовтня 1963, Есхар, Харківська область) — генерал-лейтенант Збройних сил України,  учасник російсько-української війни.

## Життєпис
Народився 5 жовтня 1963 року в смт Есхар Чугуївського району Харківської області України у родині робітників.
У 1984 році закінчив Сумське вище артилерійське командне училище. З 1984 по 1989 рік проходив службу в артилерійській бригаді у Групі радянських військ у Німеччині. По тому відправлений у Закавказзя, в Ахалкалакі (Грузія), де як раз починалися події, що передували розвалу Радянського Союзу.
Після розпаду СРСР проходив службу в Чугуєві. 
У 2003 році закінчив Національну академію оборони України. Оперативно-стратегічний рівень освіти отримав після закінчення Національного університету оборони України імені Івана Черняховського у 2015 році.
У 2007 році Грищенко змінив Руслана Хомчака на посаді командира 72-ї окремої механізованої бригади (Біла Церква).
У 2010 році був обраний депутатом Білоцерківської міської ради, увійшов до фракції «Партії Регіонів». За свідченням ГО «Всеукраїнська люстрація» під час Євромайдану полковник Грищенко надавав у користування активістам Антимайдану в Києві армійські намети та польові кухні.
На початку бойових дій на сході України підрозділи 72-ї ОМБр, очолюваної Грищенком, виконували завдання довкола Маріуполя, після чого 7 червня 1-й і 2-й батальйони вирушили в рейд вздовж кордону з РФ, взяли під контроль прикордонну зону біля населених пунктів Амвросіївка, Зеленопілля, Маринівка, Довжанський, утримували Савур-Могилу, Червонопартизанськ (пункт контролю). Їх завданням було дійти до кордону та відрізати терористів від логістичного забезпечення з Росії. Тоді на підтримку терористичних угруповань почались обстріли українських підрозділів з російської території з РСЗВ «Град» та «Ураган». Підрозділи 72, 79, 24 бригад та прикордонники опинилися у вогневому кільці, — відповідати на обстріли з російської території вони не могли, з іншого боку вогонь вели проросійські терористи, прикриваючись населеними пунктами. Бійці бригади неодноразово опинялися у скрутному становищі та жалілися на неадекватність командування та злив інформації. Під час боїв на кордоні, опинившись в оточенні, через нестачу боєкомплекту змушені були залишити район бойових дій, — частина прорвалась з оточення разом із підрозділами 79-ї та 24-ї бригад, інша частина вийшла на територію Російської Федерації в ніч на 4 серпня 2014 року. Перед відходом були знищені залишки бойової техніки та зброя. Згодом було досягнуто домовленості про повернення військових в Україну. Бригада була доукомплектована особовим складом і бойовою технікою та у вересні 2014 року повернулася до зони АТО, де тримала позиції навколо Волновахи, від Гранітного до Ольгинки.
З 7 травня 2015 року Андрій Грищенко обіймав посаду першого заступника командувача військ Оперативного командування «Північ» Сухопутних військ ЗСУ. 
З квітня 2016 по листопад 2017 року командувач військ Оперативного командування «Південь».
23 серпня 2017 присвоєне чергове військове звання генерал-лейтенанта.
Із  січня 2018 року – заступник командувача Сухопутних військ ЗСУ з бойової підготовки.

## Нагороди
- Орден Богдана Хмельницького III ступеня (23 березня 2015) — за особисту мужність і високий професіоналізм, виявлені у захисті державного суверенітету та територіальної цілісності України, самовіддане служіння Українському народові[5]
- Орден Данила Галицького (23 лютого 2011) — за мужність і самовідданість, виявлені під час виконання військового обов'язку, вагомий особистий внесок у патріотичне виховання молоді, багаторічну плідну громадську діяльність[6]
- Відзнака міністерства оборони України «Доблесть і честь»
- Медаль «10 років Збройним Силам України»
- Медаль «15 років Збройним Силам України»